# Organizacija za ekonomsku suradnju
Organizacija za ekonomsku suradnju ili ECO azijska politička je i gospodarska međuvladina organizacija nastala 1985. u Teheranu koju su osnovali čelnici Irana, Pakistana i Turske. 
Pruža platformu za raspravu o načinima poboljšanja razvoja i promicanja mogućnosti trgovine i ulaganja. ECO je ad hoc organizacija prema Povelji Ujedinjenih naroda. Cilj je uspostaviti jedinstveno tržište roba i usluga, slično Europskoj uniji. Tajništvo ECO-a i Odjel za kulturu nalaze se u Iranu, Ekonomski ured je u Turskoj, a Ured za znanost u Pakistanu.
Smisao ECO organizacije je trgovački blok za srednjoazijske države povezane s Mediteranom preko Turske, Perzijskim zaljevom preko Irana i Arapskim morem preko Pakistana. Sadašnji ECO okvir izražen je uglavnom u obliku bilateralnih sporazuma i arbitražnih mehanizama između pojedinačnih i potpuno suverenih država članica. To ECO čini sličnim ASEAN-u po tome što je to organizacija koja ima vlastite urede i birokraciju za vođenje trgovine među suverenim državama članicama.
Ta organizacija pokriva područje povijesno integrirane poljoprivredne regije Ferganske doline koja omogućuje trgovinu i zajedničku poljoprivrednu proizvodnju u pograničnoj regiji Kirgistana, Tadžikistana, Uzbekistana i Turkmenistana. Sporazumi o slobodnoj trgovini između industrijaliziranih zemalja Irana i Turske potpisani su 2017. Sporazum o slobodnoj trgovini između Pakistana i Turske također je potpisan 2010. Pakistan ima sporazume o slobodnoj trgovini s Afganistanom i Iranom koji su potpisani i u procesu su implementacije, a trenutno većina afganistanske trgovine ide preko Pakistana. A Sporazum o tranzitnoj trgovini između Afganistana i Pakistana osmišljen je da olakša trgovinu robom i uslugama u Središnju Aziju kroz Afganistan i Pakistan. Ovo je dodatak Ašgabatskom sporazumu koji je multimodalni transportni sporazum između zemalja središnje Azije.
Daljnja suradnja između članica planirana je u obliku plinovoda Iran-Pakistan, kao i plinovoda Turkmenistan-Afganistan-Pakistan. Trenutačni cjevovodi uključuju naftovod Tabriz-Ankara uz planirani perzijski naftovod. Ovo je dodatak transportu nafte i plina iz resursima bogatih srednjoazijskih država kao što je Kazahstan, te turkmenistanskih minerala i poljoprivrednih proizvoda, nadopunjavajući industrijalizaciju koja je u tijeku u Iranu, Pakistanu i Turskoj. Pakistan planira diverzificirati svoje izvore nafte i plina prema zemljama srednje Azije, uključujući ugovore o uvozu nafte s Azerbajdžanom.